# 企業による犯罪事件の一覧
企業による犯罪事件の一覧（きぎょうによるはんざいじけんのいちらん）は、日本および世界中で起きた、重大な企業犯罪、不祥事の一覧である。ここでは、特に社会的な影響が大きく、企業によるコンプライアンスへの取り組みに課題視された事案を挙げる。

## 日本国外
- 2015年　2015年FIFA汚職事件 (スイス) - 汚職
- 2015年　フォルクスワーゲン(ドイツ) - 排ガスに関する不正データ
- 2014年　マレーシア航空370便墜落事故(マレーシア) - 墜落事故に対する不誠実な対応
- 2012年　バークレイズ銀行(イギリス) - 金利(LIBOR)不正操作
- 2008年   クラッシュゲート(シンガポール)‐ レース順位の不正な操作
- 2002年　ワールドコム破綻(アメリカ合衆国) - 粉飾決算
- 2001年　エンロン事件(アメリカ合衆国) - 粉飾決算
- 1995年　大和銀行ニューヨーク支店巨額損失事件 - 不正による巨額損失とその隠蔽
- 1976年　ロッキード事件(アメリカ合衆国) - 大規模汚職事件

## 日本国内

### 業界全体の事件
- 2022年　関西電力、中国電力、中部電力、九州電力 - 価格カルテルを結ぶ
- 2021年　焼津漁港カツオ窃盗事件-1つの漁港を単位とする漁業協同組合と水産加工業者による不正事件。
- 2017年　リニア中央新幹線建設工事 - ゼネコン4社談合
- 2015年　旭化成建材 - 杭打ち工事のデータ改ざん（三井住友建設施工、三井不動産販売）
- 2006年～2008年　保険料過徴収問題
- 2005年　橋梁談合事件 - 談合
- 2002年　牛肉偽装事件（雪印食品・日本ハム・伊藤ハム等）
  - 雪印牛肉偽装事件
  - 日本ハム 牛肉偽装・隠蔽事件
  - 伊藤ハム 輸入豚肉関税法違反事件
- 2000年　雪印集団食中毒事件 - 食中毒事件
- 1954年　造船疑獄 - 贈収賄
- 1934年　横浜疑獄事件 - 川崎市、横浜市 [1]
- 1918年　九管八幡製鉄所疑獄事件 - 福岡、大阪、東京 [2]
- 1902年　教科書疑獄事件 - 贈収賄

### 主に単独企業の事件
- 2024年　小林製薬 - 商品に含まれた紅麹による健康被害、初動対応の遅滞
- 2023年　ビッグモーター - 客の自動車に対する器物損壊、保険金不正請求、従業員への人権侵害
- 2023年　ダイハツ工業認証試験不正問題 - 衝突試験の不正認証
- 2023年　豊田自動織機 - フォークリフト用エンジンの不正認証
- 2023年　ジャニー喜多川性加害問題 - ジャニー喜多川の性加害問題
- 2022年　日野自動車エンジン不正問題 - 燃費並びに排ガス規制値改竄
- 2021年　アクアライン (水道屋本舗) - 水道修理サービスにおいて、度重なる特定商取引法に違反する行為
- 2019年　関西電力 - 幹部による金品受領、便宜供与
- 2019年　かんぽ生命保険 -不適切販売
- 2018年　KYB - 免震装置データ改竄
- 2018年　スルガ銀行 - 不正融資
- 2018年　SUBARU - データ書き換え
- 2018年　はれのひ - 粉飾、詐欺
- 2017年　ジャパンライフ - 粉飾、詐欺
- 2017年　神戸製鋼所 - 品質検査データ改竄
- 2017年　てるみくらぶ - 粉飾、詐欺
- 2016年　スズキ - 燃費詐称
- 2016年　三菱自動車 - カタログ燃費の詐称及び不正計測発覚後の再測定における燃費詐称
- 2015年　東芝 - 長期に及ぶ不適切会計
- 2015年　東洋ゴム - 免震パネル、防振ゴムなど試験データ偽装
- 2015年　タカタ - エアバッグ不具合
- 2013年　みずほ銀行暴力団融資事件 - 反社会勢力取引
- 2013年　カネボウ化粧品・ロドデノールによる白斑症状 - 製品瑕疵
- 2011年　オリンパス事件 - 粉飾決算
- 2011年　大王製紙事件 - 不正による巨額損失
- 2009年　JR東日本 - 信濃川発電所で10年に渡り違法な取水、虚偽報告
- 2009年　三菱自動車 - 内部告発が行われるまでリコールを放置
- 2008年　石原産業- 化学兵器、放射線、環境汚染
- 2008年　西松建設事件 - 汚職
- 2007年　石屋製菓 - 賞味期限改竄
- 2007年　牛肉ミンチの品質表示偽装事件（ミートホープ・加ト吉等）- 食品偽装
- 2007年　船場吉兆 - 食品偽装
- 2007年　山田洋行事件 - 軍需汚職
- 2006年　村上ファンド事件 - インサイダー取引
- 2006年　ライブドア事件 - 粉飾決算
- 2005年　JR西日本 - 福知山線脱線事故の遠因となった日勤教育などの劣悪な社員教育
- 2005年　石原産業によるフェロシルト大量不法投棄 - 産廃不法投棄
- 2005年　構造計算書偽造問題 - データ不正
- 2005年　三菱自動車 -  原因解明を行わなかった事による火災事故
- 2004年　三菱自動車によるリコール隠し（２回目の発覚）とそれによる業務上過失致死
- 2000年　三菱自動車によるリコール隠し
- 1999年　三栄化学工業、縣南衛生 - 国内最大の産廃不法投棄
- 1997年　三菱自動車 - 総会屋事件
- 1993年　ゼネコン汚職事件 - 汚職
- 1992年　東京佐川急便事件 - ヤミ献金
- 1991年　イトマン事件 - 特別背任
- 1991年　共和汚職事件 - 汚職
- 1988年　リクルート事件 - 贈収賄
- 1979年　KDD事件 - 特殊会社での乱脈経営、汚職・密輸事件
- 1969年　石原産業事件 - 環境汚染とその隠蔽
- 1967年　大阪タクシー汚職事件 - 汚職
- 1965年　昭和電工による第二水俣病 - 環境汚染とその隠蔽
- 1965年　吹原産業事件 - 超大型金融犯罪
- 1950年代チッソによる水俣病 - 環境汚染とその隠蔽
- 1948年　昭和電工事件 - 贈収賄
- 1934年　帝人事件 - 贈収賄（実は政治的なでっち上げ）
- 1929年　越後鉄道疑獄事件 - 贈収賄
- 1928年　京成電車疑獄事件 - 汚職
- 1914年　シーメンス事件 - 大日本帝国海軍